# 村井長世
村井 長世 （むらい ながよ、安永5年（1776年） - 文政10年10月26日（1827年12月14日））は、加賀藩年寄。加賀八家村井家第8代当主。
父は加賀藩年寄村井長穹。子は村井長道。通称は喜四郎、兵部、又兵衛。初名は長祥。号は屋漏堂。官位は従五位下・豊後守。本姓は平氏（桓武平氏）。家紋は「丸ノ内上羽蝶」。

## 生涯
安永5年（1776年）、加賀藩年寄村井長穹の子として金沢に生まれる。寛政2年（1790年）、父の死去により家督と知行1万6500石を相続する。年寄、金沢城代、勝手方主付、産物方主付を歴任した。
寛政9年（1797年）、藩主前田斉広（なりなが）と諱が一字同訓であることから、「長」の字は先祖村井長頼が主君前田利長より賜り、代々通字としているものとして使用許可を求め、許される。文化2年（1805年）、加賀を訪れた経世家海保青陵の教えを受ける。文化10年（1813年）、父と同じく、産物方主付となり、藩の財政危機を打開するために特産品の生産を奨励した。文化11年（1814年）、産物方廃止。文政元年（1818年）、勝手方主付となり藩財政を主導する。再び産物方主付となる。このころ、上方の加賀絹売り上げ不振が問題となっていたが、新たな市場として需要の大きい江戸での販売を開始した。文政4年（1821年）、従五位下・豊後守に叙任される。文政5年（1822年）12月、藩主前田斉泰家督相続の御礼言上の際に江戸城で将軍徳川家斉に拝謁する。
文政10年（1827年）10月26日没。享年52。法号は正壽寺子宣長世大居士。墓所は石川県金沢市野田山墓地。家督は嫡男の長道が相続した。

## 人物・逸話
「屋漏堂禽譜」「屋漏堂虫譜」「屋漏堂木譜」など動植物図鑑を編纂している。屋漏堂の号は、誤解から藩主前田綱紀に切腹を命じられた藩士佐々主殿の、貧しさから雨漏りする屋敷に住まいながらも主家に大事が起こったときに備え、武具と軍資金を用意していた逸話に、長世が感銘を受けたことによる。